# Нарва-Йыэсуу (муниципалитет)
На́рва-Йы́эсуу (эст. Narva-Jõesuu linn) — муниципалитет в уезде Ида-Вирумаа, Эстония. Образован в 23 декабря 2016 года. Административный центр — город Нарва-Йыэсуу.

## История
Муниципалитет был образован в результате проведения административно-территориальной реформы путём слияния города Нарва-Йыэсуу (как населённого пункта) и волости Вайвара.
В дополнение к добровольному объединению города Нарва-Йыэсуу и волости Вайвара правительство Эстонии решило объединить с новой единицей самоуправления также и территорию жилого района Вийвиконна города Кохтла-Ярве, на основе которого были созданы две новых деревни: Вийвиконна и Сиргала.
Площадь муниципалитета Нарва-Йыэсуу составляет 404,05 км², плотность населения на 1 января 2024 года — 10,6 чел/км².
По состоянию на 1 января 2017 года в Нарва-Йыэсуу проживал 2651 человек, в волости Вайвара — 1871 человек и на территории сливаемого городского района Вийвиконна —131 человек.
Новообразованная административная единица не отвечает параграфу 3 закона об административной реформе, в котором определён критерий минимального размера единицы самоуправления: её численность должна быть не меньше 5000 жителей.

## Символика
Муниципалитет использует флаг города Нарва-Йыэсуу и герб волости Вайвара.

## Населённые пункты
На территории муниципалитета Нарва-Йыэсуу находятся:
- город: Нарва-Йыэсуу,
- 2 посёлка: Синимяэ и Олгина,
- 20 деревень: Арумяэ, Аувере, Вайвара, Вийвиконна, Водава, Лаагна, Кудрукюла, Мерикюла, Мустанина, Пеэтерристи, Перьятси, Пиместику, Пухкова, Сиргала, Солдина, Сытке, Тырвайыэ, Удриа, Хийеметса, Хундинурга.

## Мэры
Мэром города с 2017 года является Максим Ильин.

## Статистика
Данные Департамента статистики Эстонии о муниципалитете Нарва-Йыэсуу в границах административно-территориальной реформы 2017 года:

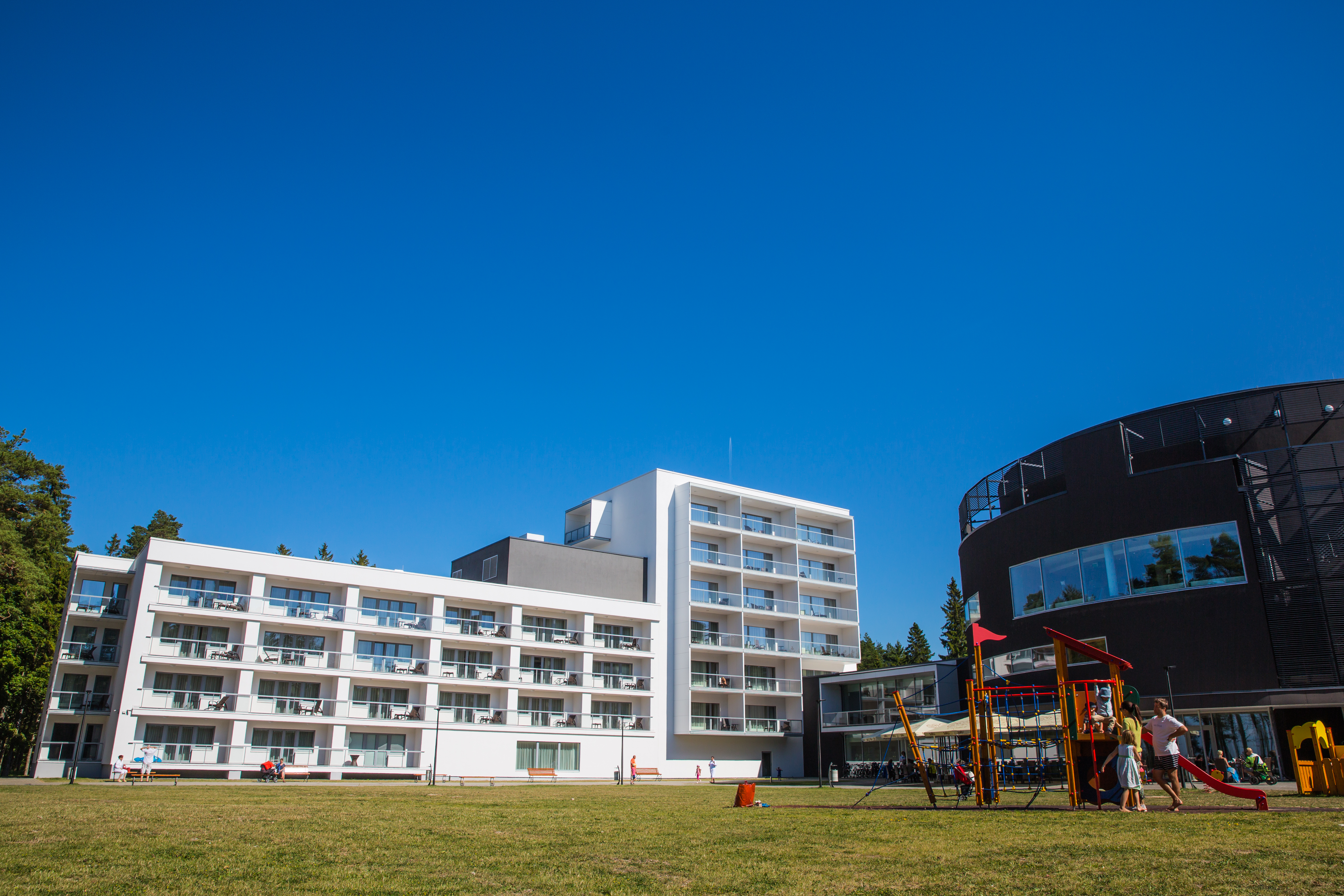
Отель «Noorus SPA»

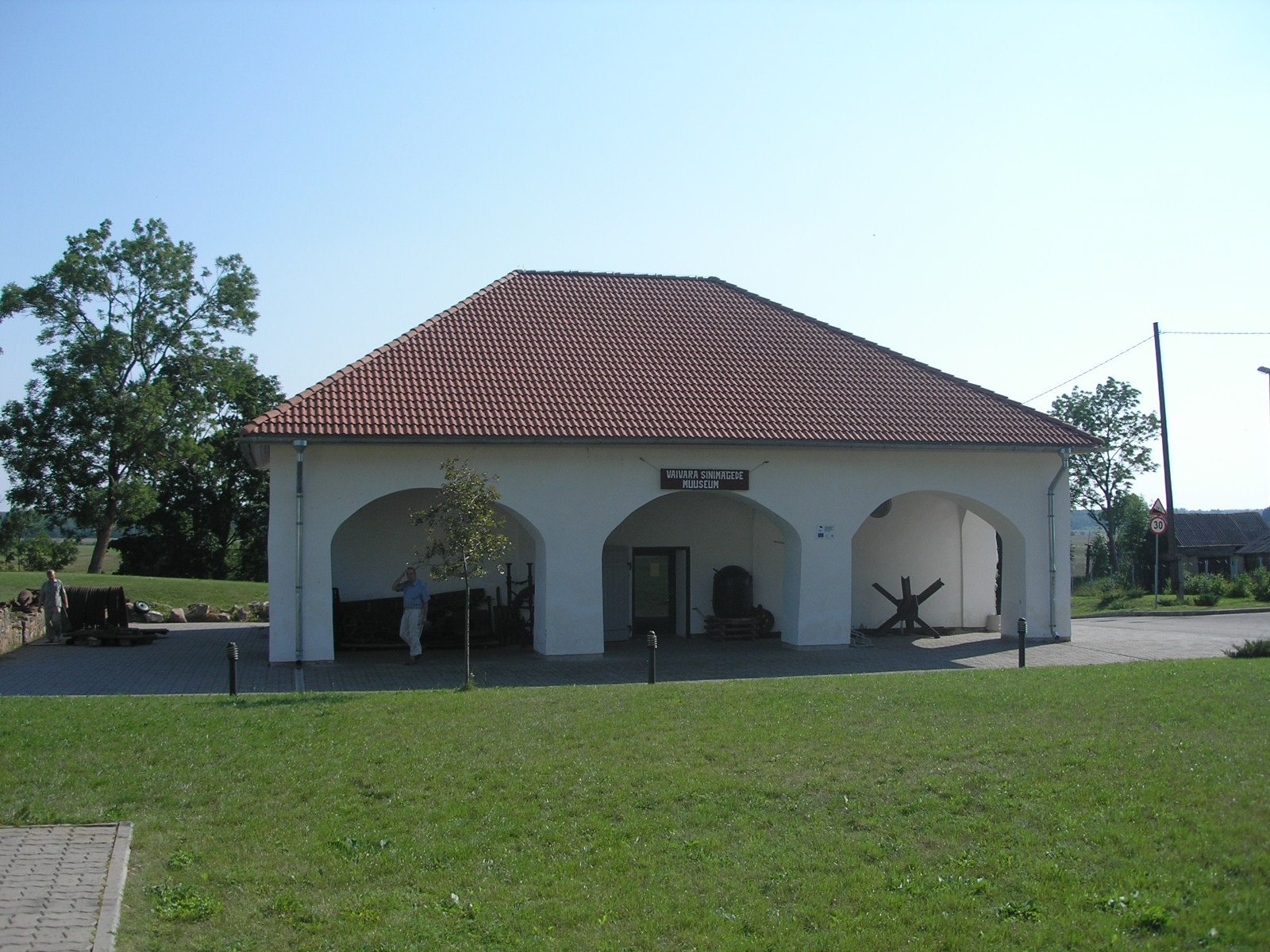
Музей Синимяэских высот в Вайвара

Число жителей на 1 января каждого года:
| Год  | 2016 | 2017   | 2018   | 2019   | 2020   | 2021   | 2022   | 2023   | 2024   |
| ---- | ---- | ------ | ------ | ------ | ------ | ------ | ------ | ------ | ------ |
| Чел. | 4446 | ↗ 4653 | ↘ 4562 | ↘ 4472 | ↗ 4559 | ↘ 4479 | ↘ 4175 | ↗ 4269 | ↗ 4293 |

Число рождений (живорождённых):
| Год  | 2015 | 2016 | 2017 | 2018 | 2019 | 2020 | 2021 | 2022 | 2023 |
| ---- | ---- | ---- | ---- | ---- | ---- | ---- | ---- | ---- | ---- |
| Чел. | 27   | ↘ 34 | ↘ 36 | → 36 | ↘ 22 | ↗ 24 | ↘ 23 | ↘ 21 | ↗ 22 |

Число умерших:
| Год  | 2015 | 2016 | 2017 | 2018 | 2019 | 2020 | 2021  | 2022 | 2023 |
| ---- | ---- | ---- | ---- | ---- | ---- | ---- | ----- | ---- | ---- |
| Чел. | 68   | ↘ 66 | ↗ 70 | ↗ 74 | ↗ 80 | ↗ 82 | ↗ 103 | ↘ 87 | ↗ 94 |

Зарегистрированные безработные:
| Год  | 2016 | 2017  | 2018  | 2019  |
| ---- | ---- | ----- | ----- | ----- |
| Чел. | 189  | ↗ 190 | ↘ 171 | ↘ 170 |

Средняя брутто-зарплата работника в месяц:
| Год  | 2016 | 2017  | 2018  | 2019   | 2020   | 2021   | 2022   |
| ---- | ---- | ----- | ----- | ------ | ------ | ------ | ------ |
| Евро | 870  | ↗ 962 | ↗ 997 | ↗ 1048 | ↗ 1090 | ↗ 1162 | ↗ 1236 |

В 2019 году муниципалитет Нарва-Йыэсуу занимал 76 место по величине средней брутто-зарплаты среди 79 муниципалитетов Эстонии.
Число учеников в школах:
| Год  | 2015 | 2016  | 2017  | 2018  | 2019  | 2020  | 2021  | 2022  | 2023  | 2024  |
| ---- | ---- | ----- | ----- | ----- | ----- | ----- | ----- | ----- | ----- | ----- |
| Чел. | 204  | ↗ 211 | ↗ 229 | ↗ 233 | ↘ 223 | ↘ 208 | ↘ 199 | ↗ 223 | ↘ 222 | ↗ 234 |

### Данные переписи населения 2021 года
По данным переписи населения 2021 года, в муниципалитете Нарва-Йыэсуу проживали 4175 человек, из них 3121 человек (74,75 %) — русские (то есть здесь проживает 0,99 % всех русских Эстонии), 669 человек (16,02 %) — эстонцы, 103 человека (2,47 %) — украинцы, 90 человек (2,16 %) — белорусы, 48 человек (1,15 %) — финны, 24 человека (0,57 %) — немцы, 13 человек (0,31 %) — латыши, 9 человек (0,22 %) — татары, 8 человек (0,19 %) — евреи, 8 человек (0,19 %) — поляки, 7 человек (0,17 %) — литовцы, 6 человек (0,14 %) — армяне, 62 человека (1,49 %) — лица других национальностей, национальность 7 человек (0,17 %) неизвестна.
Доля населения старше 65 лет в структуре населения муниципалитета составляла 28,46 % населения (1188 чел.), а доля населения младше 14 лет — 11,76 % (491 чел.).
В общей численности жителей муниципалитета доля граждан Эстонии — 57,39 % (2 396 чел.), граждан России — 26,16 % (1092 чел.), лиц без гражданства — 13,49 % (563 чел., то есть 0,85 % всех апатридов Эстонии), граждан других стран — 2,95 % (123 чел.), гражданство 3 человек (0,07 %) неизвестно. В муниципалитете проживает 1,34 % (1092 чел.) всех граждан России, проживающих в Эстонии.
Из 4175 жителей муниципалитета для 3590 человек (85,99 % населения Нарва-Йыэсуу) родным был русский язык, для 480 человек (11,5 %) — эстонский, для 24 человек (0,57 %) — украинский, для 11 человек (0,26 %) — белорусский, для 8 человек (0,19 %) — финский, для 7 человек (0,17 %) — немецкий, для 5 человек (0,12 %) — латышский, для 5 человек (0,12 %) — английский, для 3 человек (0,07 %) — испанский, для 30 человек (0,72 %) родным был какой-либо другой язык, родной язык 10 человек (0,24 %) был неизвестен.

## Комментарии
1. ↑  Эстонские топонимы, оканчивающиеся на -а, в русском языке не склоняются[12], а род получают по родовому слову, например, деревне присваивается женский род, хотя в эстонском языке нет категории рода.